# Silene italica
Espèce
Synonymes
- Cucubalus catholicus Ficinus[1]
- Cucubalus floccosus Ficinus[1]
- Cucubalus italicus L.[1]
- Cucubalus mollissimus Waldst. & Kit.[1]
- Cucubalus pilosus Willd. ex Spreng.[1]
- Cucubalus silenoides Vill.[1]
- Otites nemoralis Opiz[1]
- Silene multifida Edgew.[1]
- Silene viscosa Schleich.[1]
- Viscago clavata Moench[1]
- Viscago italica Hornem.[1]
- Viscago pilosa Hornem[1]

Statut de conservation UICN

 LC  : Préoccupation mineure
Silene italica est une espèce de plantes herbacées du genre Silene, de la famille des Caryophyllacées.

## Liste des variétés et sous-espèces
Selon Tropicos (14 juillet 2023) (Attention liste brute contenant possiblement des synonymes) :
- Silene italica subsp. coutinhoi (Rothm. & P. Silva) Franco
- Silene italica subsp. nemoralis Nyman
- Silene italica subsp. peloponnesiaca Greuter
- Silene italica subsp. puberula M.Lainz
- Silene italica subsp. sicula (Ucria) Jeanm.
- Silene italica var. cythina Halácsy

## Statuts de protection, menaces
L'espèce est évaluée comme non préoccupante aux échelons européen et français.
En France, l'espèce a disparu en Limousin ; elle est considérée vulnérable (VU) en Bourgogne.